# Jean Loret
Jean-Marie Loret (Seboncourt, maart 1918 - Saint-Quentin, 14 februari 1985) was een Franse spoorwegmedewerker die beweerde dat hij een onwettige zoon van Adolf Hitler was. De eerste geruchten hierover werden verspreid in de jaren 70 door historicus Werner Maser. Andere befaamde historici als Anton Joachimsthaler, Timothy Ryback en Ian Kershaw noemden het vaderschap van Hitler onwaarschijnlijk. 

## Biografie
Jean-Marie Loret werd op 18 of 25 maart 1918 geboren in het Franse plaatsje Seboncourt. Zijn moeder, Charlotte Eudoxie Alida Lobjoie (1898-1951), kon niet voor hem zorgen waardoor zijn grootouders de zorg op zich namen. Volgens zijn geboorteakte was zijn vader een anonieme Duitse soldaat tijdens de Eerste Wereldoorlog. Adolf Hitler was in de periode 1916-1917 als soldaat in België en Noord-Frankrijk gestationeerd (meer bepaald bij Seclin, Fournes-en-Weppes, Wavrin en Ardooie), en moet zich in de periode waarin Charlotte Lobjoie zwanger is geraakt inderdaad in dezelfde omgeving hebben bevonden. Volgens meerdere getuigen had Hitler in deze tijd een kortstondige relatie met haar. 
Lobjoie trouwde op 22 mei 1922 met Clément Loret, die toestemming gaf dat de onwettige zoon zijn achternaam mocht dragen. Tijdens de Tweede Wereldoorlog vocht Jean-Marie Loret bij de Maginotlinie tegen de Duitsers, en sloot zich aan bij het Franse verzet, de Résistance. In Saint-Quesnin (Aisne) werkte hij als chargé de missions samen met de Franse politie. Hij trouwde en hertrouwde enkele malen, maar hoe vaak precies is onduidelijk, en kreeg in totaal negen kinderen. Volgens Loret vertrouwde zijn moeder hem in 1948 toe dat zijn biologische vader Adolf Hitler was. In datzelfde jaar zou Lorets toenmalige vrouw bij hem zijn weggegaan, maar hier is geen rechtstreeks bewijs voor. 
Na zijn moeders dood zou Loret op haar zolder schilderijen hebben aangetroffen die door Hitler waren ondertekend. Volgens onbevestigde geruchten zou er tussen Hitlers bezittingen ook een schilderij zijn aangetroffen met daarop een vrouw die erg op Charlotte Lobjoie leek. Het portret waar het om zou gaan werd in de jaren 60 in België aangetroffen en enkele jaren later verscheen er een foto van in het tijdschrift Panorama. Het lijkt echter weinig waarschijnlijk dat het zich in 1945 onder Hitlers persoonlijke eigendommen bevond, zodat ook dit gerucht zeer speculatief blijft.
In 1981 schreef Loret een autobiografisch boek, getiteld Ton père s'appelait… Adolf Hitler.

## Eerste DNA-test
In 2008 reisde de Belgische journalist Jean-Paul Mulders naar Duitsland, Oostenrijk, Frankrijk en de Verenigde Staten om DNA te verzamelen van Loret (dat op een door hem gebruikte postzegel zou zitten) en Hitlers laatste directe familieleden. Het resultaat van de DNA-test was negatief en werd gepubliceerd in Het Laatste Nieuws. De Y-chromosomen van Hitlers nog levende verwanten in Oostenrijk en op Long Island vertoonden sterke onderlinge overeenkomsten, terwijl dat niet gold voor het aan Loret toegeschreven DNA. Hiermee leek het sluitende bewijs dat Loret geen zoon van Hitler was geleverd. Een jaar later kwam er een boek uit over dit onderzoek, genaamd Auf der Suche nach Hitlers Sohn : Eine Beweisaufnahme (Herbig Verlag, Munchen).
Historicus François Delpla bracht enkele jaren later echter naar buiten dat het niet zeker was of het op de postzegel gevonden DNA ook echt aan Loret toebehoorde. Zodoende was het resultaat van de uitgevoerde test volgens hem ook niet betrouwbaar.

## Nieuwe twijfels en nogmaals DNA-analyses
Begin 2012 werden de geruchten weer aangewakkerd. Het Franse tijdschrift Le Point meldde dat er in het archief van de Duitse strijdkrachten documenten van de Wehrmacht waren gevonden waaruit bleek dat Charlotte Lobjoie tijdens de Tweede Wereldoorlog enveloppen met geld vanuit Duitsland opgestuurd kreeg. Een van Jean Lorets zoons liet in een interview een foto van zijn vader zien, die een opvallende uiterlijke gelijkenis met Hitler toonde. Daarnaast zou onderzoek van de Universiteit van Heidelberg hebben uitgewezen dat Adolf Hitler en Jean Loret dezelfde bloedgroep hadden terwijl ook hun handschriften overeenkwamen. Loret had zelf wetenschappers ingeschakeld om dit nader te onderzoeken.
In 2014 lieten twee van Jean Lorets kinderen, Philippe en Élisabeth, hun DNA door de Franse genoomspecialist Philippe Charlier vergelijken met dat van nog levende verre verwanten van Hitler in Oostenrijk. De DNA's bleken niet overeen te komen. De Lorets legden zich hierbij echter niet neer en  opperden de mogelijkheden van het opgraven van het lichaam van Hitlers vader Alois, of het opsporen van de paar overgebleven resten van Hitler in het Kremlin van Moskou.
In april 2018 liet Philippe Loret een nieuwe DNA-test uitvoeren, die definitief uitsluitsel moest geven. Deze keer werd zijn speeksel vergeleken met enkele tand- en botresten van Hitler zelf die nog bewaard worden in Moskou. Het resultaat hiervan is tot op heden niet publiekelijk bekend. 